# Sudanese Women's Union
De Sudanese Women's Union (SWU - Arabisch: الاتحاد النسائي السوداني) is een Soedanese vrouwenrechtenorganisatie. De SWU zet zich in onder meer in voor gelijke rechten en vrouwelijke scholing en is een van de grootste vrouwenrechtenorganisaties van Afrika.

## Oprichting
De SWU werd in 1952 opgericht tijdens de onafhankelijkheidsstrijd (Soedan was toentertijd onderdeel van het Verenigd Koninkrijk). Fatima Talib, Khalida Zahir en Fatima Ahmed Ibrahim waren de eerste bestuursleden; Talib werd tevens aangesteld als president-directeur. In 1956 werd Fatima Ahmed Ibrahim verkozen als opvolgster van Talib; Khalida Zahir volgde op haar beurt Ibrahim in 1958 op.

### Eerste leden
Op 17 januari 1952 werd de eerste vergadering gehouden, bestaande uit de volgende leden:
- President-directeur: Fatima Talib
- Secretaris: Nafisa Ahmed Al Amin
- Leden: Khalida Zahir, Thuryia Al Dirdeiri, Nafisa Al Mileik, Su'ad al-Fatih al-Badawi, Batoul Adham, Thuryia Umbabi, Suad Abdel Rahman, Hajja Kashif Badri, Azziza Meki, Khadmalla Osman, Fatima Abdel Rahman, Suad Abdel Aal, Fatima Ahmed Ibrahim, Khadija Mohamed Mustafa

## 1952–1989
De SWU was aanvankelijk panafrikaans ingesteld. Er werden solidariteitsacties voor vrouwen georganiseerd en acties tegen de apartheid in Zambia, Zuid-Afrika en Namibië. Laatstgenoemde acties waren onder meer als protest bedoeld tegen de in 1961 geëxecuteerde Patrice Lumumba in Congo, de arrestatie van Djamila Bouhired en ter ondersteuning van vrouwelijke activisten in Palestina.
In Soedan werd gestreden voor scholing van meisjes tijdens de Britse koloniale periode (de Britten waren hierop tegen). De SWU richtte hiertoe scholen voor meisjes op in Khartoem en Omdurman. In 1970 werd een internationale conferentie omtrent laaggeletterdheid onder vrouwen georganiseerd, die werd bijgewoond door diverse Afrikaanse vrouwenrechtenorganisaties. De SWU zorgde ook voor avondscholing van volwassen vrouwen, acties om vrouwen bewust te maken van goede scholing, campagnes omtrent vrouwelijke verzorging en campagnes tegen kind- en gedwongen huwelijken.
Ook zette de SWU zich in om vrouwen het recht te geven nee te zeggen tegen een huwelijk, voor de invoering van wetten die mishandelde vrouwen beschermden tegen hun echtgenoten, wetten die vrouwen het recht gaven om te mogen werken en wetten tegen discriminatie van Afrikanen.
Na de Soedanese revolutie in 1965 werd Fatima Ahmed Ibrahim het eerste vrouwelijke Soedanese parlementslid. Volgens auteur Caitlin Davies en Middle East Monitor was ze zelfs het eerste vrouwelijke parlementslid van heel Afrika.
Premier Gaafar Nimeiry verbood de SWU en plaatste Ibrahim twee jaar lang onder huisarrest. De SWU ging echter door met campagnevoeren, wat in 1973 resulteerde in verbeteringen aan gezins- en relatiewetten en de invoering van gelijke rechten.

## 1989–2018
De SWU werd in 1989 officieel ontbonden toen Omar al-Bashir een staatsgreep pleegde. De organisatie zette haar werkzaamheden echter achter gesloten deuren voort. Fatima Ahmed Ibrahim, inmiddels gevlucht naar Londen, richtte de Londense tak van de SWU op.
Op 13 juli 2012 organiseerde de SWU, samen met andere organisaties, protesten testen de onderdrukking en mishandeling van demonstranten en feministen door de National Intelligence and Security Service (NISS).

## Tweede Soedanese revolutie
In augustus 2019, tijdens de overgangsperiode naar een democratie, opperde de SWU dat vrouwen een even grote rol tijdens de revolutie hadden gespeeld als mannen. Het kabinet zou volgens de organisatie daarom uit evenveel vrouwen als mannen moeten bestaan.

## Prijzen
In 1993 ontving de SWU de Mensenrechtenprijs van de Verenigde Naties.